# Szołem Ferber
Szołem Wier Borys Ferber (ur. 21 czerwca?/3 lipca 1874 w Grodnie, zm. po 7 września 1943 w Treblince) – polski lekarz laryngolog i działacz społeczny żydowskiego pochodzenia.

## Życiorys
Urodził się 3 lipca 1874 roku w Grodnie, w rodzinie Grzegorza i Anny z Lubowskich. Studiował na wydziale lekarskim Uniwersytetu Warszawskiego; studia ukończył 23 listopada 1900, a dyplom odebrał 15 lutego 1901 roku. Pracował następnie w klinikach Augusta Lucae i Bernharda Fränkla w Berlinie. Od 1904 do 1906 na etacie pediatry w Saratowie. Brał udział w wojnie rosyjsko-japońskiej. Przez osiem lat pracował jako asystent na oddziale laryngologicznym Szpitala św. Ducha w Warszawie. W czasie I wojny światowej zmobilizowany do armii rosyjskiej. Pod koniec wojny mieszkał w Rohaczowie w guberni mohylewskiej. Po powrocie do kraju wstąpił do Wojska Polskiego. Pracował jako kapitan-lekarz w Brześciu. Później asystent oddziału laryngologicznego w Szpitalu Św. Ducha. Praktykował w Poliklinice „Pomoc Lekarska” przy ulicy Grzybowskiej 11. Od 1923 do 1939 prezes Żydowskiego Towarzystwa Gimnastyczno-Sportowego „Makabi” w Warszawie.
W 1939 roku na krótko przebywał w Palestynie, dokąd zamierzał wyemigrować; po powrocie do Warszawy wybuchła II wojna światowa. Przesiedlony do getta warszawskiego, przyjmował przy ulicy Elektoralnej 11 m. 14. Według Stefana Chaskielewicza, razem z żoną i córką 7 września 1943 zostali wywiezieni do obozu zagłady w Treblince.

## Życie prywatne
Żonaty z Cecylią z Gliksbergów, miał trójkę dzieci: Aleksandra (ur. 25 lipca 1902), Daniela (ur. 5 czerwca 1904) i Eugenię (ur. 15 lutego 1909).

## Wybrane prace
- Powonienie jako czynnik psychiczny miłości w przyrodzie (1927)
- Psychologja kobiety pod kątem widzenia biologicznym (1928)